# آروید اندرسون-هولتمن
آروید اندرسون-هولتمن (به انگلیسی: Arvid Andersson-Holtman) ژیمناست زادهٔ ۲۰ دسامبر ۱۸۹۶ میلادی اهل کشور سوئد است.